# Índex de Qualitat de l'Aire
La qualitat de l'aire es defineix com una mesura de la condició d'aire en relació amb els requisits d'una o més espècies biòtiques o per a qualsevol necessitat humana o propòsit. Els Índexs de Qualitat de l'Aire (AQI) són dades utilitzades per les agències governamentals per caracteritzar la qualitat de l'aire en un lloc donat. A mesura que augmenta l'AQI, un percentatge creixent de la població és probable que experimenti efectes adversos cada vegada més greus de salut. Per calcular l'índex AQI cal una concentració de contaminants d'aire d'un model. La funció utilitzada per a la conversió de la concentració de contaminants d'aire per AQI varia segons el contaminant, i és diferent en diferents països. Els valors de AQI es divideixen en rangs, i cada rang se li assigna un descriptor i un codi de color. Els diferents avisos de salut pública estan associats a cada rang de AQI. Una agència hauria d'encoratjar els membres del públic per a agafar el transport públic o treballar des de casa quan els nivells de AQI són alts.

## Les causes de la mala qualitat de l'aire
El AQI pot empitjorar (augmentar) a causa de la manca de dilució de les emissions atmosfèriques d'aire fresc. L'aire estancat, sovint causat per un anticicló, una inversió de temperatura o una altra falta de vents, permet que la contaminació de l'aire persisteixi en una àrea local, el que pot derivar en boira.